# Yves Mariot
Yves Mariot (Nancy, 15 luglio 1948 – Lione, 15 gennaio 2000) è stato un calciatore francese, di ruolo centrocampista.

## Biografia
Al termine della carriera calcistica, si occupò di equitazione gestendo contemporaneamente un bar a Bourgoin-Jallieu. È morto a causa della rottura di un aneurisma.

## Caratteristiche tecniche
Centrocampista avanzato, nel periodo di militanza all'Olympique Lione ottenne notorietà grazie alle sue abilità nel dribbling e in particolare nel sombrero. Questa caratteristica gli valse il soprannome di Yves La Roulette.

## Carriera
Ha totalizzato 263 presenze e 27 reti nella massima divisione francese, prevalentemente con la maglia dell'Olympique Lione. Ha anche al suo attivo 15 incontri nella coppe europee, di cui 7 in Coppa UEFA con la maglia del Bastia nella stagione 1977-78, dove segnò anche la sua unica rete a livello internazionale. Nel 1975 ha inoltre disputato un incontro con la nazionale, subentrando a Georges Bereta nei minuti conclusivi di una gara amichevole con il Portogallo.

## Statistiche

### Cronologia presenze e reti in nazionale
| Cronologia completa delle presenze e delle reti in nazionale ― Francia | Cronologia completa delle presenze e delle reti in nazionale ― Francia | Cronologia completa delle presenze e delle reti in nazionale ― Francia | Cronologia completa delle presenze e delle reti in nazionale ― Francia | Cronologia completa delle presenze e delle reti in nazionale ― Francia | Cronologia completa delle presenze e delle reti in nazionale ― Francia | Cronologia completa delle presenze e delle reti in nazionale ― Francia | Cronologia completa delle presenze e delle reti in nazionale ― Francia |
| Data                                                                   | Città                                                                  | In casa                                                                | Risultato                                                              | Ospiti                                                                 | Competizione                                                           | Reti                                                                   | Note                                                                   |
| ---------------------------------------------------------------------- | ---------------------------------------------------------------------- | ---------------------------------------------------------------------- | ---------------------------------------------------------------------- | ---------------------------------------------------------------------- | ---------------------------------------------------------------------- | ---------------------------------------------------------------------- | ---------------------------------------------------------------------- |
| 26-4-1975                                                              | Colombes                                                               | Francia                                                                | 0 – 2                                                                  | Portogallo                                                             | Amichevole                                                             | -                                                                      | 72’                                                                    |
| Totale                                                                 |                                                                        | Presenze                                                               | 1                                                                      |                                                                        | Reti                                                                   | 0                                                                      |                                                                        |

## Palmarès

### Club

#### Competizioni nazionali
- Supercoppa francese: 1

Olympique Lione: 1973
- Division 3: 1

Nancy: 1971-1972